# Na moři
Na moři je název českého vydání výboru z knihy dobrodružných povídek pro mládež Морские истории и Paссказы (1937, Mořské historie a povídky) ruského sovětského spisovatele Borise Žitkova.
Kniha Mořské historie a povídky je souhrnným vydáním autorových povídek ze života námořníků, které předtím vyšly knižně nebo časopisecky. Jedná se především o tyto knihy:
- Злое море (1924, Zlé moře),
- Морские истории (1925, Mořské historie),
- Чёрныйe паруса (1927, Černé plachy).

Český výbor obsahuje těchto čtrnáct povídek: Smršť, Nové kalhoty, Strýčínek, Černá plavatka, Voli, Marie a Mary, Mechanik Salerno, Pod vodou, Hned, prosím!, Záhuba, Lovec Dmitrij, Vata, Kompas a Černé plachty. Autor, který sám strávil mnoho let v námořnické službě, v nich čtenáře seznamuje s namáhavou a nebezpečnou prací námořníků, ale zároveň popisuje krásy moře a kouzlo dalekých cest. Jejich děj se děj odehrává jak na malých pobřežních plachetnicích, tak i na velkých zaoceánských parnících a ukazují statečnost jedněch a zbabělost druhých, odhodlanost nevzdat se a bojovat o život svůj i ostatních do konce sil. 
Co se týče námětů povídek, jde například o záchranu osádky lodi z převráceného škuneru (Smršť), o přepravu stáda dvou set volů přímo na palubě lodi (Voli), o požár na italském parníku a o záchranu jeho cestujících (Mechanik Salerno), o chystaný pojišťovací podvod (Záhuba) nebo o převážení kontrabandu na lodi (Vata). V povídce Pod vodou je popsán klukovský čin kapitána ponorky, který ač nemusí, podplouvá v přístavu s ponorkou jinou loď, uvízne i s ponorkou v bahně a doplatí na to životem on i tři další námořníci. Historická novela Černé plachty líčí osud kozáka Hrycka, který je při přepadu tureckého pobřeží zajat a prodán do otroctví. 

## Česká vydání
- Zlé moře, Josef Hokr Praha 1936, přeložila Zdeňka Hanušová.
- Černé plachty a jiné mořské povídky, Vydavatelský odbor Ústředního spolku jednot učitelských, Brno 1940, přeložil Petr Denk, znovu Komenium,  Praha 1947.
- Na moři, SNDK, Praha 1958, přeložila Irena Camutaliová a Petr Denk, znovu 1984.